# Оуенсвілл (Огайо)
Оуенсвілл (англ. Owensville) — селище (англ. village) в США, в окрузі Клермонт штату Огайо. Населення — 786 осіб (2020).

## Географія
Оуенсвілл розташований за координатами 39°7′27″ пн. ш. 84°8′12″ зх. д. / 39.12417° пн. ш. 84.13667° зх. д. (39.124179, -84.136667).  За даними Бюро перепису населення США в 2010 році селище мало площу 1,11 км², уся площа — суходіл.

## Демографія
Згідно з переписом 2010 року, у селищі мешкали 794 особи в 387 домогосподарствах у складі 196 родин. Густота населення становила 713 особи/км².  Було 429 помешкань (385/км²).
Расовий склад населення:
| - 97,9 % — білих - 0,3 % — азіатів - 0,1 % — чорних або афроамериканців |

До двох чи більше рас належало 1,8 %. Частка іспаномовних становила 0,8 % від усіх жителів.
За віковим діапазоном населення розподілялося таким чином: 20,9 % — особи молодші 18 років, 60,7 % — особи у віці 18—64 років, 18,4 % — особи у віці 65 років та старші. Медіана віку мешканця становила 44,3 року. На 100 осіб жіночої статі у селищі припадало 82,9 чоловіків;  на 100 жінок у віці від 18 років та старших — 76,4 чоловіків також старших 18 років.
Середній дохід на одне домашнє господарство  становив 36 552 долари США (медіана — 23 125), а середній дохід на одну сім'ю — 47 250 доларів (медіана — 33 750). Медіана доходів становила 41 964 долари для чоловіків та 31 319 доларів для жінок. За межею бідності перебувало 27,2 % осіб, у тому числі 31,1 % дітей у віці до 18 років та 16,0 % осіб у віці 65 років та старших.
Цивільне працевлаштоване населення становило 346 осіб. Основні галузі зайнятості: освіта, охорона здоров'я та соціальна допомога — 24,3 %, виробництво — 13,0 %, роздрібна торгівля — 9,5 %, транспорт — 9,2 %.